# Pistolet semi-automatique

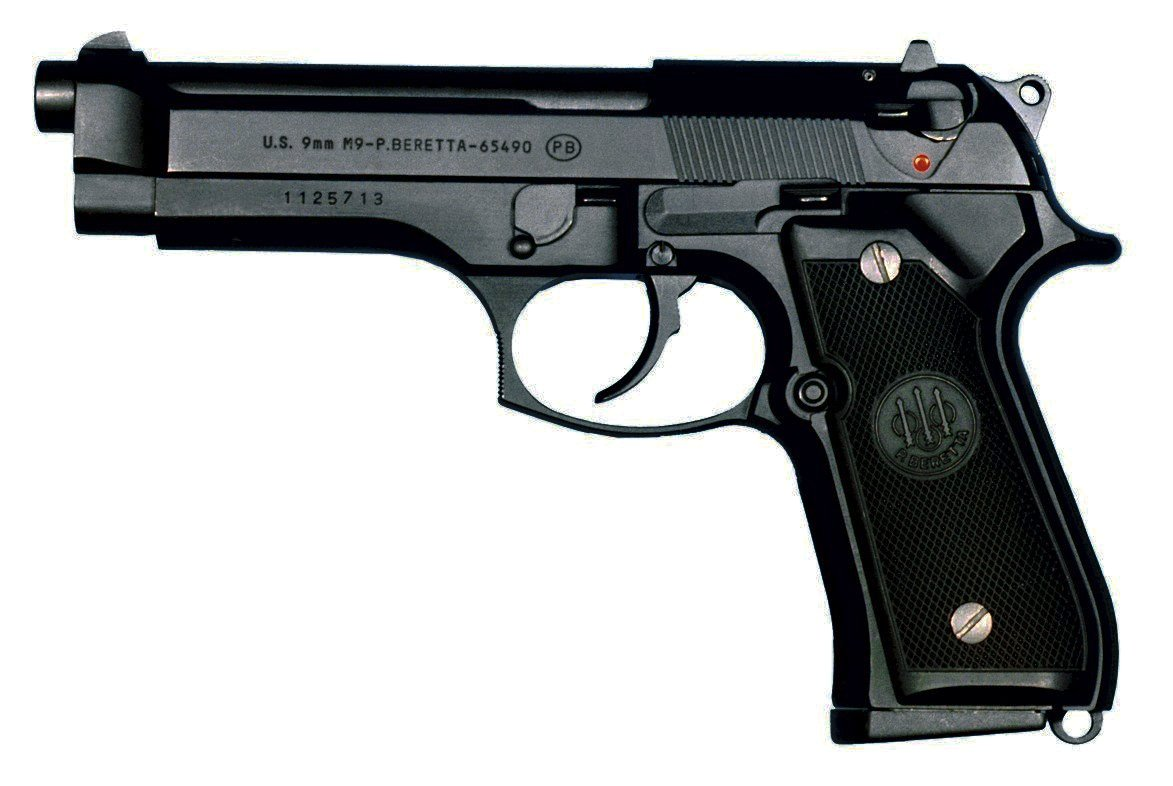
Beretta M9

Un pistolet semi-automatique est un type de pistolet utilisable en mode semi-automatique, en tirant une munition à chaque pression sur la queue de détente.
Alors que d'autres types d'armes de poing permettent ce mode de tir avec plusieurs chambres connectées à un canon (les revolvers), voire plusieurs canons (par exemple certains derringers), un pistolet semi-automatique utilise une chambre et un canon, qui restent tous deux sur un même alignement pendant le tir et le rechargement.
Un pistolet semi-automatique utilise une partie de l'énergie issue du tir pour recharger la chambre. Typiquement, l'énergie du recul (et très rarement par emprunt de gaz) est captée par un mécanisme qui éjecte l'étui utilisé puis charge une nouvelle cartouche depuis le magasin. Ce fonctionnement impose au tireur d'engager manuellement la première cartouche dans la chambre, généralement en tirant la culasse en arrière puis en la relâchant.